# قطار سریع‌السیر شانگهای (فیلم)
قطار سریع‌السیر شانگهای (انگلیسی: Shanghai Express) فیلمی پیشا-کد در ژانر درام به کارگردانی جوزف فون اشترنبرگ است که در سال ۱۹۳۲ منتشر شد. از بازیگران آن می‌توان به یوجین پلت، مارلنه دیتریش و آنا می ونگ اشاره کرد.